# Teo Macero
(Miles Davis)
Teo Macero (Glens Falls, 30 ottobre 1925 – Riverhead, 19 febbraio 2008) è stato un sassofonista e produttore discografico statunitense.
Produttore per vent'anni alla Columbia Records, Macero è ricordato per aver prodotto l'album di Miles Davis Kind of Blue, che secondo la RIAA è l'album di jazz che ha venduto di più in assoluto, e che, in posizione numero 12, è l'album jazz più accreditato nella lista dei migliori 500 album di tutti i tempi compilata dalla rivista Rolling Stone. Macero produsse inoltre gli album Bitches Brew di Miles Davis e Time Out di Dave Brubeck, rispettivamente il secondo e terzo album jazz nelle classifiche di vendite, dopo il citato Kind of Blue.

## Biografia

### I primi anni
Nato e cresciuto a Glens Falls, nello Stato di New York, Macero arrivò a New York nel 1948, dopo il servizio militare prestato in marina. Si iscrisse alla Julliard School of Music, diplomandosi nel 1953.
Nello stesso anno, Macero fu tra i cofondatori del Jazz Composers Workshop di Charles Mingus, segnalandosi nell'ambiente dell'avanguardia di NY, sia come compositore di brani atonali e Third Stream, sia come sassofonista. Con Mingus e gli altri membri del Workshop, Macero si esibiva dal vivo e nel corso dei tre anni successivi registrò gli album "Jazzical Moods" (1954) e "Jazz Composers Workshop" (1955). È di quegli anni il suo primo album da leader, "Explorations" (1953), costituito interamente da sue composizioni.

### Alla Columbia
La fama di Macero è però soprattutto collegata al suo ventennale lavoro di produttore per la Columbia Records, che lo assunse nel 1957. Egli divenne così il produttore di centinaia di dischi di importantissimi artisti, tra cui Mingus, Duke Ellington, Ella Fitzgerald, Thelonious Monk, Johnny Mathis, Count Basie, Dave Brubeck, Tony Bennett, Charlie Byrd, e Stan Getz. Mingus, Monk, e Byrd furono in effetti reclutati da Macero per la Columbia. Di una certa rilevanza fu anche la produzione di incisioni di musica classica, oltre un centinaio, alcuni dei quali al di fuori del repertorio convenzionale: ad esempio, il brano And God Created Great Whales di Alan Hovhaness, per il quale fu necessario sovrapporre il canto di una megattera alla parte orchestrale. Il genere su cui Macero si concentrò in particolare fu il jazz, producendo album seminali come Time Out  del Dave Brubeck Quartet, Mingus Ah Um (il primo album di Mingus per Columbia), nonché le prime registrazioni di Thelonious Monk per Columbia, Monk's Dream e Underground. A suo credito vanno anche le produzioni di diverse registrazioni di musical di Broadway, per esempio A Chorus Line e Bye Bye Birdie, la colonna sonora del film Il laureato, di Simon e Garfunkel, spingendosi fino alla produzione di album di folk Irlandese assieme ai The Clancy Brothers e Tommy Makem. 
Un particolare risalto ha però la sua lunga e fruttuosa collaborazione con il celebre trombettista Miles Davis, di cui produsse la maggior parte del catalogo per Columbia. Egli fu il produttore di alcuni tra i più famosi album di Davis, tra cui Kind of Blue, Sketches of Spain e Someday My Prince Will Come.
La partecipazione di Macero alla produzione di Kind of Blue è stata oggetto di alcune controversie storiche, perché la supervisione di alcune delle prime sessioni fu affidata ad Irving Townsend, e il nome di Macero non è citato sulla copertina originale (né è citato alcun altro produttore). Diverse altre fonti attestano tuttavia il coinvolgimento di Macero nella produzione dell'album originale, così come in quella della riedizione digitale del 1987.
Negli album che inaugurarono il cosiddetto periodo elettrico di Davis (In a Silent Way, Bitches Brew, A Tribute to Jack Johnson) l'innovativo lavoro di mixaggio ed editing di Macero nella fase di postproduzione fu molto importante ai fini del risultato. Questi procedimenti di postproduzione furono in parte ispirati a Macero dalle sue frequentazioni del compositore d'avanguardia Edgard Varèse, che fu uno degli innovatori della musica registrata. Il rapporto tra Davis e Macero è stato accostato, dal critico musicale Paul Tingen a quello tra George Martin e i Beatles. Negli ultimi anni della sua vita, Macero parlò estesamente dei suoi metodi di lavoro in diverse interviste. In queste occasioni e soprattutto per gli album elettrici di Davis, Macero attribuisce un ruolo creativo enorme al lavoro di editing e postproduzione che egli esercitava praticamente in esclusiva, reclamando in pratica un ruolo di coautore.
Il lavoro di Macero in studio ebbe un importante effetto su altri musicisti. Brian Eno, il musicista e compositore che ha prodotto, fra gli altri, gli U2 e i Talking Heads, parlò dell'influenza che Macero ebbe su di lui in un'intervista per jazzthetik, dicendo di essere stato affascinato dalle sue tecniche di editing e dalla "spazialità" che sapeva aggiungere al suono, e dichiarando "Seppe fare qualcosa di estremamente moderno".

### Attività come compositore
Macero compose una delle due colonne sonore alternative per il film sperimentale breve Bridges-Go-Round, diretto da Shirley Clarke (la seconda colonna sonora era stata composta da Louis e Bebe Barron).
Anche il suo primo progetto in Columbia fu di composizione, per un album di Third Stream contenente anche musiche di Bob Prince. Questo fu seguito dall'arrangiamento del primo album di Johnny Mathis.
Macero continuò a comporre e a scrivere arrangiamenti durante la sua permanenza in Columbia. Tra i lavori più notevoli, si ricordano due composizioni per l'album di Thelonious Monk Monk's Blues (di cui fu anche il produttore), Something New, Something Blue, una collezione di blues scritti e arrangiati da Macero, Teddy Charles, Manny Albam e Bill Russo. Suo fu uno dei brani sull'album, di John Lewis e Gunther Schuller, Sonorities (di cui fu anche il produttore) e scrisse arrangiamenti per il pioniere dell'easy listening, André Kostelanetz.
Macero compose, diresse e produsse un gran numero di colonne sonore per cinema e televisione. Sua è la colonna sonora del documentario, del 1970, su Muhammad Ali, a.k.a. Cassius Clay. Sua anche la produzione delle colonne sonore di True Romance,Finding Forrester e del documentario di Martin Scorsese, The Blues.
Fu coinvolto in molte altre collaborazioni, che lo videro nei ruoli di compositore, direttore o interprete, con Leonard Bernstein e la New York Philharmonic, la London Philharmonic Orchestra, la Salt Lake Symphony, la Kansas City Symphony, e la Juilliard School. Ha inoltre scritto musica per balletto per Joffrey Ballet Company, Anna Sokolow Ballet Company, London Ballet Company, Juilliard Ballet Company e American Ballet Theatre.

### Gli ultimi anni
Macero non smise mai di essere attivo in campo musicale.
Fra gli altri progetti intrapresi dopo il suo ritiro dalla Columbia (e dall'attività professionale in generale), sono da ricordare la co-produzione, con Prince Paul, del primo album solista di Vernon Reid e la sua presenza, come sassofonista, sul disco di debutto come leader di DJ Logic.
Teo Macero è morto il 19 febbraio 2008.